# Carmagnola
Carmagnola – miasto i gmina we Włoszech, w regionie Piemont, w prowincji Turyn. Według danych na rok 2016 gminę zamieszkiwało 29 115 osób, 304 os./km².

## Historia

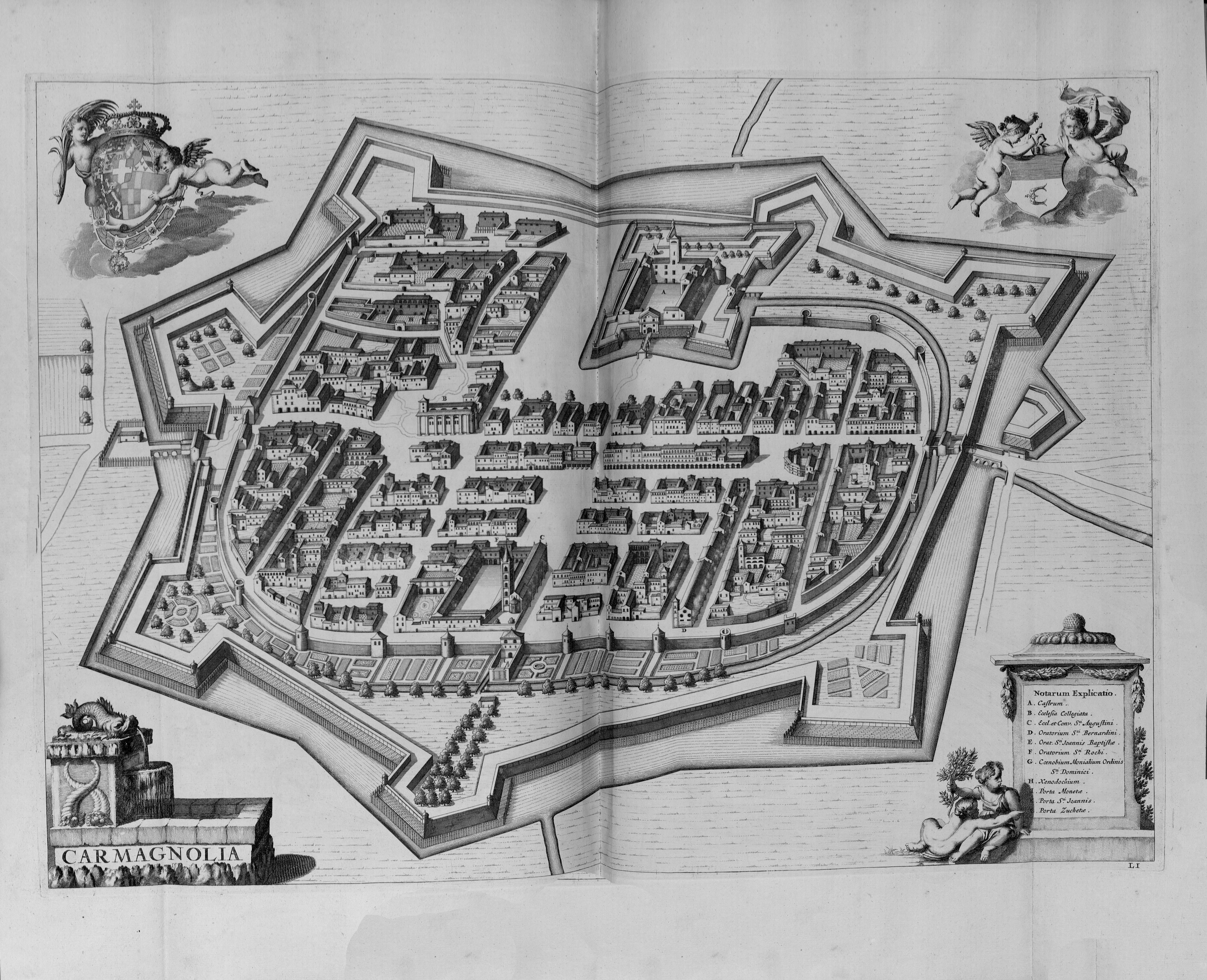
Twierdza Carmagnola w 1726

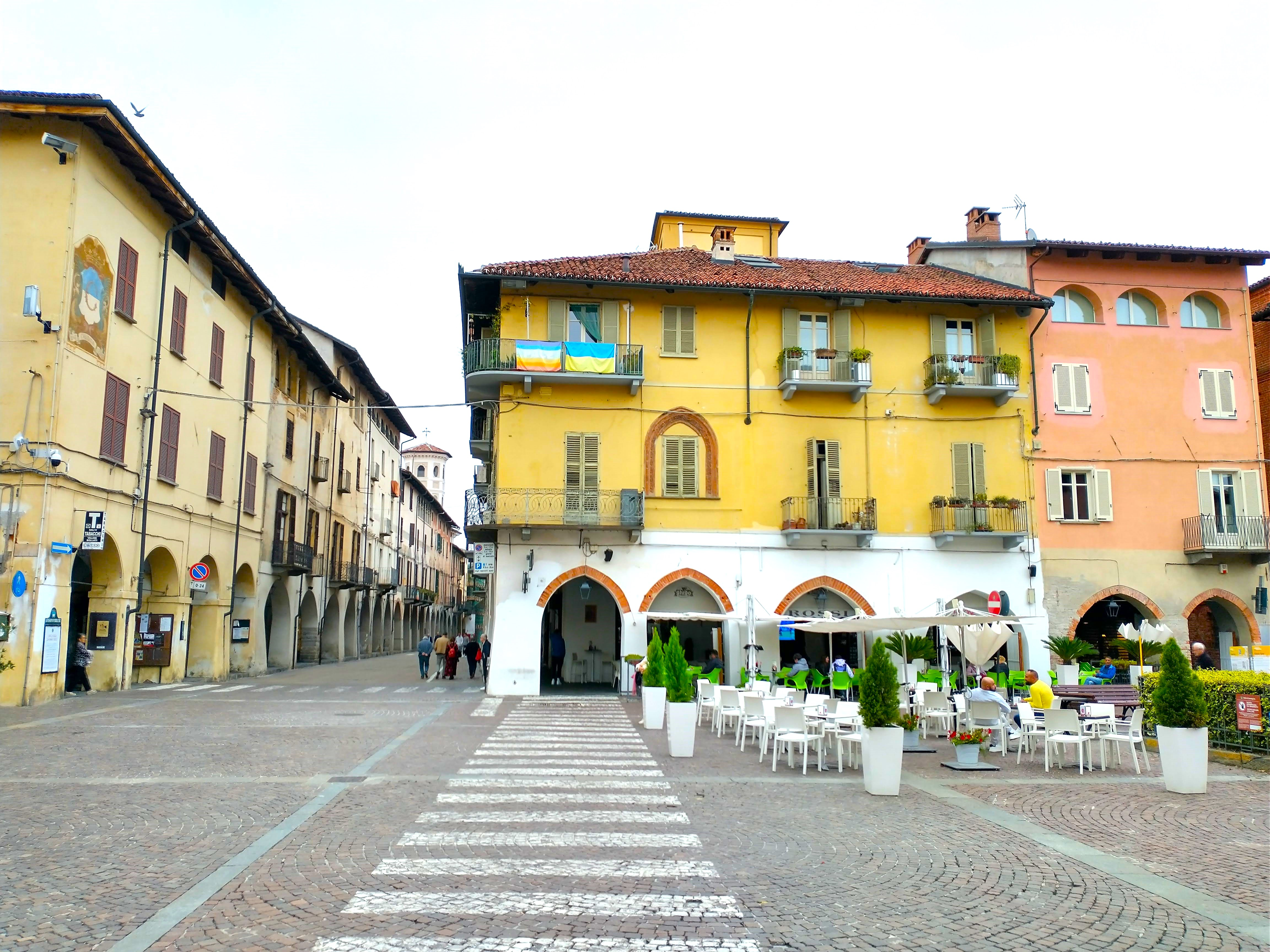
Via Valobra w centrum miasta

Toponim Carmagnola pojawił się po raz pierwszy w dokumentach około roku 1000. Miasto znajdowało się pod jurysdykcją rodu Arduinici. Po śmierci ostatniej przedstawicielki tego rodu, Adelajdy (1091), władza nad tym terytorium została podzielona pomiędzy markizami Romagnano i Vasto. Ten drugi, który później został markizem Saluzzo, stopniowo poszerzał swoje wpływy w XII wieku, aż do wycofania się rodziny Romagnano do pobliskiego Carignano. Od 1200 do połowy XVI wieku Carmagnola pozostawała pod panowaniem markizów Saluzzo, którzy dokonali zasadniczych zmian w układzie przestrzennym miasta, wznosząc zamek (pierwotnie zamknięty w obrębie ufortyfikowanej cytadeli) oraz otaczając je murami i fosą. W tym okresie Carmagnola, której strategiczne znaczenie w sensie militarnym stopniowo rosło, korzystała z rozkwitu handlowego, kulturalnego i artystycznego.
W pierwszej połowie XVI wieku markiz Saluzzo, uwikłany w bratobójcze wojny, w których walczyły armie Karola V, cesarza i króla Hiszpanii, oraz Franciszka I, króla Francji, ulegał wpływom francuskim i doprowadził miasto do upadku w wyniku strat wojennych i grabieży. Miejscowość okupowali naprzemiennie lancknechci Karola V (w czasie pierwszej straszliwej zarazy w 1522), a następnie wojska francuskie, hiszpańskie i cesarskie. Końcem potęgi markiza Saluzzo była bitwa pod Ceresole (1544), wygrana z Hiszpanami przez Francuzów. W ciągu czterdziestu lat okupacji francuskiej (1548-1588) dokończono przekształcenie miasta w warowną twierdzę, wznosząc drugi mur wraz z wałami obronnymi.
W 1588 roku Carmagnola przeszła w ręce Księstwa Sabaudii, kiedy to Karol Emanuel I odebrał ją Francuzom po oblężeniu, ci jednak odzyskali miasto w XVII wieku, podczas wojny domowej pomiędzy frakcjami principisti i madamisti. W tym okresie (1637-1642), w czasie odczuwalnych jeszcze skutków zarazy z 1630, trzy duże wsie położone w pobliżu murów miejskich, zostały zniszczone, ponieważ znajdowały się w takim położeniu, że zagrażały skuteczności obronnej. Odbudowano je od razu około półtora kilometra od ufortyfikowanego centrum, gdzie znajdują się do dziś. W 1690 miasto zostało zajęte przez francuskiego generała Nicolasa de Catinata i zdewastowane, ale już w 1691 Wiktor Amadeusz II ostatecznie przyłączył je do Księstwa Sabaudii.
Wkrótce fortyfikacje zostały zburzone, a rola strategiczno-wojskowa miasta malała. Rozwijało się rolnictwo i handel, w tym uprawa konopi na potrzeby włoskiej marynarki wojennej (żagle i liny). Konopie eksportowano też do Francji. Proces industrializacji po II wojnie światowej spowodował głęboką transformację gospodarczą i społeczną miasta.

## Zabytki i muzea
Najważniejsze kościoły i inne historyczne budynki miasta:
- kolegiata św. Piotra i Pawła
- kościół św. Augustyna
- kościół Świętej Trójcy i św. Filipa Neri
- kościół św. Rocha
- kościół Ścięcia św. Jana Chrzciciela
- Palazzo Lomellini
- Museo Civico Navale

## Miasta partnerskie
- Opatija
- Río Tercero